# Songdalen
Songdalen was een gemeente in de voormalige Noorse provincie Vest-Agder. De gemeente telde 6568 inwoners in januari 2017. Op eigen verzoek wordt Songdalen per 1 januari 2020 samengevoegd met Kristiansand, de hoofdstad van de nieuwe provincie Agder. Songdalen ontstond in 1964 toen de vroegere gemeenten Greipstad en Finsland fuseerden, waaraan een klein deel van de gemeente Øvrebø werd toegevoegd. Ook Volleberg was onderdeel van de gemeente Songdalen.
Åseral · Audnedal · Farsund · Flekkefjord · Hægebostad · Kristiansand · Kvinesdal · Lindesnes · Lyngdal · Mandal · Marnardal · Sirdal · Søgne · Songdalen · Vennesla

Gemeenten in de provincie bij de opheffing op 1 januari 2020